# Kojima Productions
Kojima Productions Co., Ltd. (яп. 株式会社コジマプロダクション Кодзима Пуродакусён) (иногда сокращается до KojiPro или KJP) — японская видеоигровая и развлекательная компания, основанная 16 декабря 2015 года в городе Токио. Это духовный преемник производственной группы внутри Konami, также известной как Kojima Productions. 19 октября 2015 года Хидэо Кодзима покинул Konami, а в декабре 2015 года было объявлено о создании новой компании в сотрудничестве с Sony Interactive Entertainment.

## История

### Предыстория
Команды разработчиков Konami, включая команду Кодзимы, работали как Konami Computer Entertainment Japan до 1 апреля 2005 года. 1 апреля 2005 руководство объединило Konami Computer Entertainment Japan со штаб-квартирой компании для формирования Konami Group, что освободило команды разработчиков от таких задач, как управление персоналом и финансами. Кодзима рассказывал, что слияние освободило его от бремени управления бизнесом, которое было у него как вице-президента KCEJ, и что как глава Kojima Productions он мог сосредоточиться на создании игр.
16 марта 2015 года Konami объявила о реструктуризации операций по разработке игр, чтобы изменить производственную структуру на систему, контролируемую штаб-квартирой. Через несколько дней анонимный сотрудник Konami заявил о том, что Кодзима и руководство студии планировали покинуть Konami в декабре 2015 года после выпуска «Metal Gear Solid V: The Phantom Pain». Konami всячески отрицала данные слухи и заявила, что Кодзима по-прежнему связан с компанией и франшизой «Metal Gear». Кодзима также подтвердил, что он по-прежнему «на 100% вовлечен» в «Metal Gear Solid V: The Phantom Pain» и полон решимости сделать из нее лучшую игру, на которую он способен.
В декабре 2015 года Kojima Productions была номинирована на звание «Разработчик года» на The Game Awards 2015, но проиграла компании CD Projekt RED. Konami не позволили Кодзиме присутствовать на мероприятии.

## Продукция

### Игры
| Год  | Название                        | Платформы                                                                  | Издатель                                                             | Прим.  |
| ---- | ------------------------------- | -------------------------------------------------------------------------- | -------------------------------------------------------------------- | ------ |
| 2019 | Death Stranding                 | PlayStation 4, PlayStation 5, Windows, macOS, iOS, iPadOS, Xbox Series X/S | Sony Interactive Entertainment                                       |        |
| 2025 | Death Stranding 2: On The Beach | PlayStation 5                                                              | Sony Interactive Entertainment                                       | [ 13 ] |
| TBA  | OD                              | TBA                                                                        | Xbox Game Studios                                                    | [ 15 ] |
| TBA  | Physint                         | TBA                                                                        | Sony Interactive Entertainment; в сотрудничестве с Columbia Pictures | [ 16 ] |

### Кино и телевидение
| Год  | Название                     | Совместное производство            | Дистрибьютор | Прим.  |
| ---- | ---------------------------- | ---------------------------------- | ------------ | ------ |
| 2024 | Хидэо Кодзима: Соединяя миры | PlayStation Productions, Filmworks | Disney+      | [ 17 ] |
| TBA  | Death Stranding              | Hammerstone Studios, A24           | TBA          | [ 18 ] |